# Horst Pommer
Horst Pommer (* 18. April 1919 in Neusalz an der Oder; † 5. März 1987) war ein deutscher Chemiker, Leiter der Forschung bei der BASF und Vorstandsmitglied der Aktionengesellschaft BASF in Ludwigshafen am Rhein.
Pommer besuchte das Gymnasium Martino-Katharineum in Braunschweig, wurde 1945 an der Technischen Hochschule Braunschweig zum Dr.-Ing. promoviert, Assistent und nach der 1952 erfolgten Habilitation 1953 Privatdozent im Institut für Organische Chemie der TH Braunschweig. Ab 1966 war er Honorarprofessor für Organische Chemie und Chemische Technologie an der TU Braunschweig.
Er war bis 1969 Leiter des Hauptlabors und wurde 1970 stellvertretendes Vorstandsmitglied der BASF AG. Er befasste sich mit Synthese von Naturstoffen (u. a. Vitamin A, Vitamin E, Carotinoide, Azulene), mit Synthese von Pflanzenschutzmitteln und präparativer organischer Chemie. Unter anderem setzte er bei der Synthese von Vitamin A die Wittig-Reaktion in industriellem Maßstab um. Die Anregung zur industriellen Synthese von Beta-Carotin (als Vorstufe von Vitamin A) kam von Richard Kuhn, der im Aufsichtsrat der BASF saß. Man holte dazu Pommer aus Braunschweig, dem es in zehn Jahren Arbeit gelang, die Synthese industriell umzusetzen, wobei er mit Georg Wittig zusammenarbeitete. Dem Erfolg bei Vitamin A folgte die Entwicklung von Verfahren für andere Vitamine wie Vitamin E.
Pommer wirkte auch als Kuratoriumsmitglied der Johannes-Gutenberg-Universität Mainz und am Max-Planck-Institut für Kernphysik. Er gehörte zudem dem Beirat der Industriellen Kernforschungsanlage Jülich an. 1976 erhielt er die Liebig-Denkmünze. Er war Rotarier, Ehrendoktor (Dr. rer. nat. h. c.) und lebte in Mannheim.